# صائب التبريزي
هو محمد بن على صائب كان مسقط رأسه بتبريز وهاجر والدوة في عهد الشاة عباس إلى اصفهان وهناك ولد صائب في حدود عام 1010 هجري
و بعد أن امضى صدر شبابة في تحصيل العلم سافر إلى الهند واقام مده بكابل وكان موضع تقدير إلى «ظفر خان»
ثم ذهب إلى بلاط «شاه جهان» وتقرب إليه وامتدت اقامتة في الهند ست سنوات كما قال
"مضت ست سنوات منذ رحلتى
من اصفهان إلى الهند، إذ جعلت العزم مطيتى"
ثم طلبه والدوة ليعود إلى اصفهان من الهند. ولما بلغت شهرته اوجها في الهند وإيران استرعى نظر الشاه عباس الثاني فقربة إليه ومنحه لقب أمير الشعراء.
و يمكن أن يقال عن صائب انه أكبر الشعراء العصر الصفوى ولاشعارة رقه خاصه وله ابيات وقطع جيده المعنى وكان استاذا في فن ايراد الأمثال.
على ايه حال يعد صائب من اساتذه الطريقة الهندية وذاع شعرة في الهند وتركيا ويزيد ديوانه عن مائه وعشريين الف بيت وله غزاليات لطيفة.
توفى عام 1088 هجري.